# 黄寅性

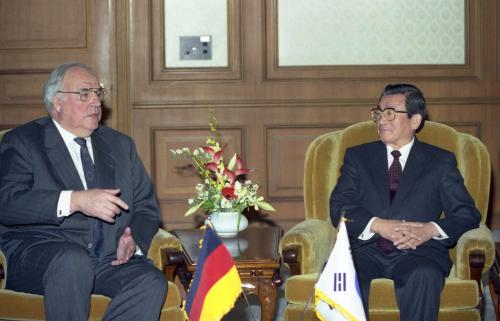
ヘルムート・コールと会談する黄寅性

黄 寅性（ファン・インソン、朝鮮語: 황인성、1926年1月9日 - 2010年10月11日）は、大韓民国の政治家、陸軍軍人、官僚、実業家。元首相、交通部長官、農水産部長官、全羅北道知事、第11・12・14代国会議員。本貫は昌原黄氏。

## 経歴
日本統治時代の全羅北道茂朱郡に生まれた。陸軍士官学校（4期）、国防大学院、ソウル大学校行政大学院卒。米国陸軍参謀大学、ピッツバーグ大学でも修学歴がある。
1958年に陸軍中央経理団団長、1959年に陸軍経理学校校長、1960年に陸軍本部経理監、1961年に初代調達庁長、1963年に国防部財政局長を務めた後、1968年に少将として予備役に編入した。
1970年に無任所長官室補佐官を務めた後、1973年に全羅北道知事に就任し5年間務めた。1978年に交通部長官に就任。その後は韓国観光公社社長を経て、1981年の第11代総選挙と1985年の第12代総選挙で当選した。国会議員を務めたほか、民正党全北道委員長、国会交通逓信委員長を務めた。1985年に農水産部長官に就任。1992年の第14代総選挙では民主自由党所属で鎮安・長水・茂朱選挙区で再び当選し、1993年に金泳三政権の初代国務総理に就任した。しかし、その後のウルグアイ・ラウンドの農産物交渉においてコメ市場の開放の責任を負うため、首相を辞任した。
退任後は財界に進出し、アシアナ航空社長、錦湖アシアナグループ顧問、新韓国党常任顧問、安重根義士崇慕会理事長を歴任した。